# 黃渙 (淳熙進士)
黃渙（1147年—1226年），字德亨，邵武光澤人。

## 生平
生于南宋绍兴十七年（1147年），後隨呂祖謙遊，淳熙五年（三十一岁）中进士，历任太学博士、京西仪幕，後知岳州，蠲免魚稅。宝庆二年（1226年）卒。
1998年11月，福建邵武市水北镇故县村北凤池山南侧发现黄涣墓。

## 家族
父黃敦義，以《六經》教七子，諸子皆有成就。